# Sanbornville (Nuevo Hampshire)
Sanbornville es un lugar designado por el censo ubicado en el condado de Carroll en el estado estadounidense de Nuevo Hampshire. En el Censo de 2010 tenía una población de 1.056 habitantes y una densidad poblacional de 256,91 personas por km².

## Geografía
Sanbornville se encuentra ubicado en las coordenadas 43°33′6″N 71°1′50″O / 43.55167, -71.03056. Según la Oficina del Censo de los Estados Unidos, Sanbornville tiene una superficie total de 4,11 km², de la cual 4,11 km² corresponden a tierra firme y (0,06%) 0 km² es agua.

## Demografía
Según el censo de 2010, había 1.056 personas residiendo en Sanbornville. La densidad de población era de 256,91 hab./km². De los 1.056 habitantes, Sanbornville estaba compuesto por el 97,92% blancos, el 0,57% eran afroamericanos, el 0% eran amerindios, el 0,57% eran asiáticos, el 0% eran isleños del Pacífico, el 0% eran de otras razas y el 0,95% pertenecían a dos o más razas. Del total de la población el 0,66% eran hispanos o latinos de cualquier raza.